# Маркин, Эдуард Витальевич
Эдуард Витальевич Маркин (род. 19 декабря 1968 года, Свердловск) — российский политик. Депутат Государственной думы Федерального собрания Российской Федерации V и VI созывов, член фракции «ЛДПР».

## Биография
Родился 19 декабря 1968 года в городе Свердловске.
В 1985 году окончил среднюю школу № 110. С 1986 по 1991 год обучался в Уральском Политехническом Институте, где параллельно работал техником на кафедре физики. По окончании института проработал два года заместителем директора Товарищества с ограниченной ответственностью Учебно-производственного предприятия «Автодортех». В 1982 году перешел в Товарищество с ограниченной ответственностью производственно–коммерческой фирмы «Аргус» на должность главного бухгалтера. С 1994 по 1999 год работал в АОЗТ «Континенталь – М» главным бухгалтером.
С 1996 по 1998 год помощник депутата Государственной Думы.
С 1999 года по декабрь 2007 года являлся членом совета директоров ОАО Вычислительно-управляющего центра «Адаптекс».
В 2002 году стал участником ООО Коммерческий Банк «Уралфинанс». С марта 2003 года по декабрь 2007 года являлся Председателем совета директоров банка. С 2005 года по декабрь 2007 года возглавлял отдел стратегического развития в ООО Коммерческий банк «Уралфинанс», а также являлся генеральным директором ОАО Вычислительно-управляющего центра «Адаптекс».
В 2007 году закончил второе высшее учебное заведение – Академию Государственной службы при Президенте РФ, по специальности юриспруденция.
В декабре 2007 году был избран депутатом Государственной думы ФС РФ от Свердловской области.
В декабре 2011 года избран депутатом Государственной Думы ФС РФ от Пермского края.